# Werner Leidenfrost

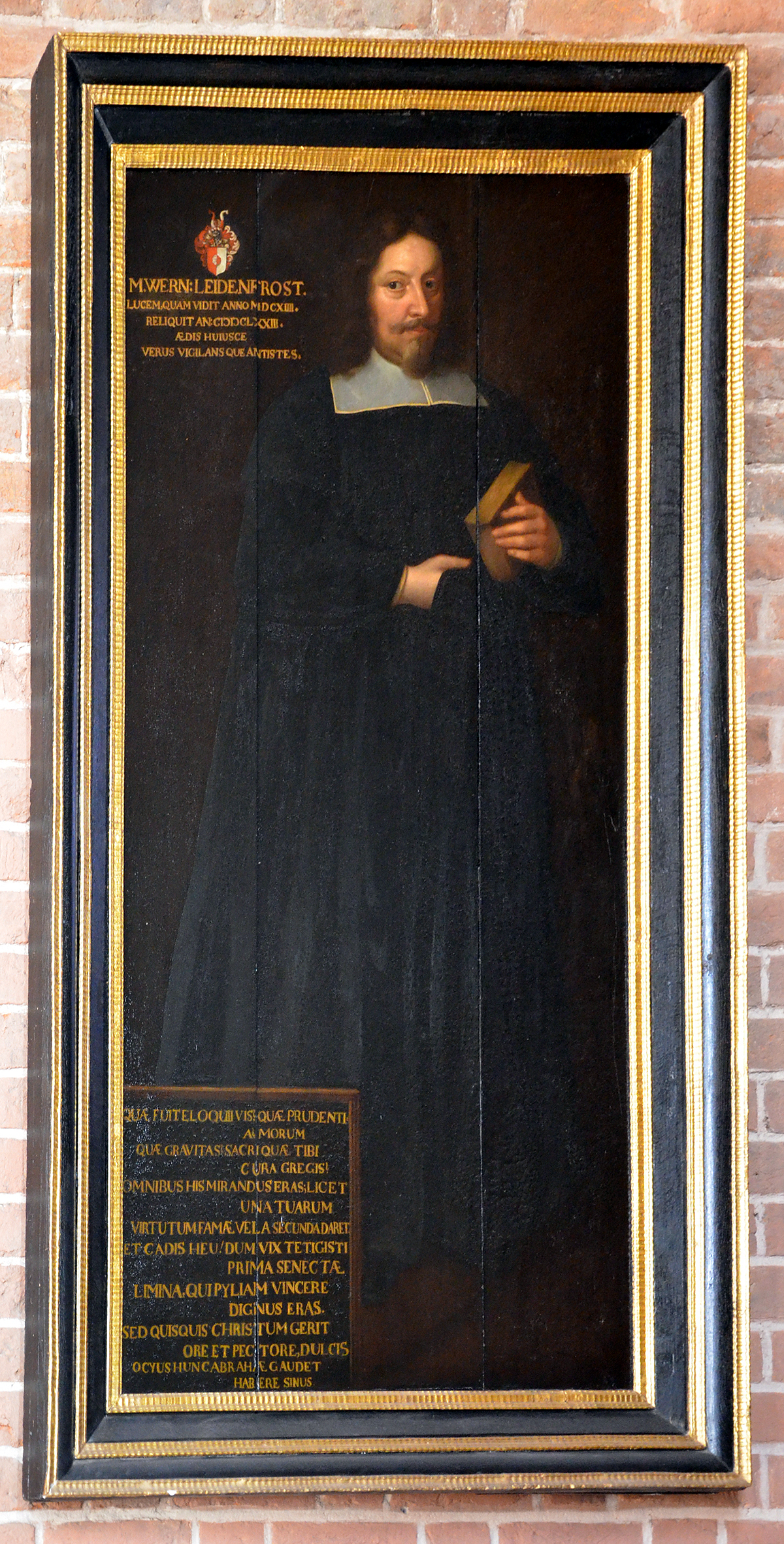
Bildnis des Predigers mit Wappen und lateinischer Aufschrift;
17. Jahrhundert, ohne Künstlersignatur, Empore der Marktkirche St. Jacobi et Georgi

Werner Leidenfrost (auch Werner Leidenfrosten und Wernerus Leidenfrostus sowie Guernerius Leidenfrostius und Varianten; * 20. November 1614 in Schnega; † 17. Juni 1673 in Hannover) war ein deutscher evangelischer Theologe.

## Leben
Werner Leidenfrost war der Sohn des in Schnega im Herzogtum Braunschweig-Lüneburg tätigen Predigers Martinus Leidenfrost und der Catharina Lüdeken, Tochter des in Riebrau tätigen Georg Lüdeken. Nach der ersten Unterrichtung im elterlichen Hause besuchte er zunächst Schulen in den benachbarten Städten, bevor er von seinen Eltern als 17-jähriger für vier Jahre auf das Martino-Katharineum in Braunschweig geschickt wurde. Ab Februar 1636 besuchte er einige Jahre die Julius-Universität in Helmstedt.
Anschließend wurde er in dem nahegelegenen Ort Schöningen erst Konrektor, dann, als Nachfolger von Franz Hagius, 1647 Rektor an der Lateinschule Anna-Sophianeum, an der er insgesamt rund 11 Jahre wirkte.
1648 heiratete Leidenfrost die Dorothea Klinggräfin.
Mit einem Stipendium auf Kosten der Landesherrschaft hatte Leidenfrost unterdessen in Helmstedt mit dem Abschluss als Magister promoviert. 1651 – seine Nachfolge in Schöningen trat Johann Joachim Maderus an – wurde er in Hannover zu dem von der Kirchengemeinde mit Mehrheit gewählten Prediger an die Jacobi- und Georgii-Kirche berufen und „von dem gnädigsten Landes-Fürsten confirmiret“. In dieser Funktion hinterließ er zahlreiche Leichenpredigten für seine Zeitgenossen.
1672 verspürte Leidenfrost „einige Engbrüstigkeit und Schwulst in beyden Beinen“, woraufhin der Stadtphysikus sowie der Hofmedikus zu Rate gezogen wurden, doch schließlich erzielten die Medikamente nicht die gewünschte nachhaltige Wirkung. Nach längerem Hinsiechen entzündete sich zunächst ein Bein, bald auch gefolgt von Fieber und Diarrhoe, dennoch gelang es Leidenfrost, sich nach und nach von seiner Familie zu verabschieden, bevor er nach 23-jähriger Amtstätigkeit am 17. Juni 1673 im Alter von 58 Jahren in Hannover verstarb. Er wurde am 26. Juni des Jahres auf dem Pfarr-Kirchhof von SS. Jacobi und Georgii beigesetzt.

## Familie
1648 heiratete Leidenfrost die Jungfrau Dorothea Klinggräfin, Tochter des Hieronymus Klinggräfen, fürstlich braunschweig-lüneburgischen Amtmanns zu Vienenburg im Stift Hildesheim und später zu Westerburg im Stift Halberstadt. Aus der Ehe gingen sieben Kinder hervor, von denen sechs ihren Vater überlebten. Alle drei Söhne studierten in Jena und Helmstedt, und zwar im Todesjahr ihres Vaters. Einer der drei war der spätere Pastor Jakob Eberhard Leidenfrost, ein anderer Justus Werner Leidenfrost.
Werner Leidenfrosts älteste Tochter heiratete den Prediger zu Wilkenburg, Magister Ernst August Stisser, und konnte ihrem Vater schließlich noch 14 Tage vor dessen Tod sein erstes Enkelkind zeigen.

## Schriften
- Wahre Gerechtigkeit eines Christen Auß den Worten S. Pauli/ Rom. 10. vers 4. ... Bey angestelletem Begräbniß Deß ... Antonii Bullen Berühmten ICti, Fürstl. Bischöfl. Mindischen alten wolbedienten Raths [et]c. : Welcher in diesem 1654. Jahr/ den 17. Febr. ... entschlaffen/ und deme nach den 2. Tag Monats Martii allda ... zu seiner Ruhstedt gebracht worden, Hannover: Druckts Georg Friederich Grimm/ Im Jahr 1654; Digitalisat der Staatsbibliothek zu Berlin - Preußischer Kulturbesitz
- Christgläubiger Kreisserinnen Noht/ Trost und Pflicht Auß der 1. Epist. S. Pauli an Tim. cap. II. vers. 15. : Bey ... Leich-begängnis/ Der ... Elisabeth Wiesenhabern/ Des ... Jacob Heinrich Blocks/ Beider Rechten Ddi ... liebsten Hauß-Ehren/ Als dieselbe am 17. Febr. dieses 1660. Jahrs/ nach lang und gedültig außgestandenen Geburt-schmertzen ihr ... Leben ... beschlossen/ und folgenden 24. Tag selbigen Monats in der Kirchen SS. Jacob und Georgen zu Hannover ... beygesetzet ward/ einfeltig gewiesen und fürgetragen, Hannover: Grimm, [1660]; Digitalisat
- Davids Seelen-Trost Auß dessen Worten im CXVI. Psalm vers. 7. 8. 9. : Bey ansehnlicher und Volckreicher Versamblung/ Als ... Fraw Elisabeth von Anderten Deß ... Herrn Henningi Lüdeken ... Hertzvielgeliebte Hauß-Ehre nach genommenen seligen Abschiede/ den 23. Tag Martij/ deß 1659. Jahrs in der Kirchen zum H. Creutz zu ihrem Schlaff-Cämmerlein mit Christlichen Ceremonien gebracht wurde/ Daselbst erkläret und fürgestellet, Hannover: Grimm, [1660]; Digitalisat
- Leich-Sermon Uber die Wort/ Sap. III. vers. 1. 2. 3. Der Gerechten Seelen [et]c. : Bey Christlicher Leichbegängniß Deß ... Hn: Conrad Hottelmans/ Fürstl. Braunschw. Lüneb. bestalten Gogräfen der Gehrder Gohe/ Als derselbe ... am 12. Februarii/ des 1661. Jahrs ... bestattet worden/ Gehalten und zum Druck übergeben, Hannover: Grimm, [1662]
- Christlicher Leich-Sermon Uber die Worte des Königes und Propheten Davids Psal. XVI. vers. 8. & sequ. Ich habe den Herrn allezeit für Augen [et]c. : Bey vornehmer Leichbegängnis Des ... H. Magni Völgers/ Beyder Rechten Ddi, und vornehmen Advocati, auch Patricii der Stadt Hannover/ Da derselbe den 9. Aprilis dieses 1662. Jahrs sein ... Leben sanfft und selig geendiget/ und darauff am 18. Tage selbigen Monats in der HauptKirchen allda mit Christlichen Ceremonien zu seiner Ruhestädt gebracht wurde/ Gehalten und zum Druck übergeben, Hannover: Grimm, 1662; Digitalisat
- Vermachniß Christi Für seine Gläubigen Auß dessen Gebet/ Joh. XVII. vers. 24. Vater ich wil/ [et]c. : Bey Vornehmer Leich-bestattung Der ... Frauen Sophien von Anderten/ Deß ... Herrn Antonii Bullen/ Berühmten ICti, und Fr. Bischöffl. Mindischen alten wolverdienten Raths Sel. hinterlassenen Fraw Witwen/ Da dieselbe alhie zu Hannover selig entschlaffen/ und Am 26. Tage Monats Maii dieses 1663 Jahrs in der Kirchen zu S. Jacob und Georgen ... beygesetzet wurde / Zu betrachten fürgetragen Durch M. Wernerum Leidenfrost/ Seelsorgern und Predigern daselbst, Hannover: Georg Friedrich Grimm, 1663; Digitalisat der Staats- und Universitätsbibliothek Göttingen
- Der fromme und getrewe Knecht/ Aus der Parabel Matth. XXV. vs. 21. und 23. Bey ... Leichbegengnis Des ... H. Henningi Lüdecken/ Vornehmen ICti, und der Stadt Hannover ins 31.te Jahr gewesenen ... Bürgermeisters. Als desselben ... Cörper am 29. Tage Monats Maij dieses 1663 Jahrs in der Kirchen zum heiligen Creutz ... beygesetzet worden, Hannover/ Gedruckt durch Georg Friederich Grimmen. Jm Jahr 1663
- Leich-Sermon Uber die Worte Davids/ Psal. CXVI. Sey nu wieder zu frieden meine Seele/ [et]c. : Bey vornehmer Leichbegängniß Der ... Frauen Elisabeth Sophien von Anderten/ Des ... Herrn Georg Albrecht Blocks/ Deß Stiffts S. Sebastiani in Magdeburg Canonici ... gewesenen liebsten HaußEhren/ Als deren verblichener Cörper am 14. Tage Septembris deß 1666. Jahrs in der Kirchen zu S. Jacob und Georgen in Hannover ... zur Erden bestattet wurde, Hannover: Grimm, 1666; Digitalisat
- Leich-Sermon Uber den Spruch Hiobs/ Cap. XIX. v. 25. seqq. : Bey Christlicher Leichbestattung Deß ... Herrn Enno Erich Limburg/ vornehmen Patricii der Stadt Hannover/ Als desselben verblichener Cörper nach genommenen seligen Abscheide von dieser Welt am 11. Martii dieses 1667. Jahrs in der Kirchen zu SS. Jacob und Georgen ... in der Limburge Erbbegräbniß beygesetzet wurde/ Gehalten und zum Druck übergeben, Hannover: Gedruckt bey Georg Friederich Grimmen, [1667]; Digitalisat der Staatsbibliothek zu Berlin
- Christlicher Leich-Sermon Uber den CXXXI. Psalm Davids : Bey vornehmer Leichbegängniß Der ... Frawen Annen Sophien Herbstin/ Des ... Herrn Anton Günther Friederichs/ Phil. & Med. Doctoris und vornehmen Practici allhie zu Hannover ... Haußfrawen/ Da dieselbe nach genommenen seligen Abscheide von dieser Welt am 4. Januarij dieses 1670. Jahrs in der Kirchen zu SS. Jacob und Georgen ... zur Erden bestattet wurde/ Gehalten und zum Druck übergeben, Hannover/ Gedruckt bey Georg Friederich Grimmen/ Fürstl. bestalt. Buchdrucker, [1670]
- Leich-Sermon/ Uber die Worte/ Apoc. II. vers. 8 10.11. Und dem Engel der Gemeine zu Smyrnen schreibe [et]c. : Bey Vornehmer Leichbegängniß Der ... Frawen Annen Elisabeth Weckin/ Des ... Joachim Wissels/ Derer Rechten Doctoris und vornehmen Advocati gewesenen hertzliebsten Ehegattin/ Als dieselbe nach genommenen seeligen Abscheide am 1. Tage Monats Junii/ dieses 1670. Jahrs in der Kirchen zu S. Jacob und Georgen alhie zu Hannover mit Christlichen Ceremonien zur Erden bestattet wurde, Hannover: Grimm, [1670]; Digitalisat der Niedersächsischen Staats- und Universitätsbibliothek Göttingen
- Das Ringen und Siegen Jacobs aus dem XXXII. Cap. des 1. Buchs Mosis : Bey angestelleter Leichbegängniß Des ... Herrn Levin von Wintheim/ Vornehmen Patricii der Stadt Hannover/ Als derselbe am 6. Tage Monats Junii im Jahr 1670. seelig entschlaffen/ und folgends am 17. Tage selbigen Monats in der Kirchen zu SS. Jacob und Georgen allda Christlich zur Erden bestattet ward/ In dem dabey gehaltenen Leich-Sermon denen anwesenden zu betrachten fürgetragen, Hannover: Grimm, 1670; Digitalisat
- Christlicher Leich-Sermon Aus dem Propheten Jesaia Cap. XLIX. v. 14.15.16. Zion aber spricht etc. Bey ... Leichbegängniß Der ... Frawen/ Catharinen Hedewig Blocks/ Des ... Herrn Johan Chilian Stissers/ Beyder Rechten Candidati, gewesenen liebsten Ehegattin/ Als dieselbe am 1. Tage Monats Octobris/ im Jahr 1670. alhie zu Hannover ihr zeitliches Leben ... beschlossen/ und darauff am 7. Tage selbigen Monats zu ihrem Ruhe-Kämmerlein begleitet worden/ In der Kirchen zu S. Aegidien daselbst gehalten ..., Hannover: Grimm, 1670; Digitalisat
- Christlicher Lehrer und Zuhörer Pflicht Auß der Epist. an die Hebreer Cap. XIII. vs. 7. : Bey angestelter Leichbegängniß Des ... Herrn M. Georgii Erythropili, Bey der Kirchen zu S. Jacob und Georgen allhie in Hannover ... Seelsorgers und Predigers/ auch eines Ehrwürd. Ministerii hieselbst Senioris, Als dessen verblichener Cörper am 28. Tage Novembris des 1669. Jahrs ... zu seiner Ruhestädt begleitet ward/ Zubetrachten fürgetragen, Hannover: Grimm, 1671; Digitalisat
- Der Lobgesang Simeonis Lucae II. v. 29. seqq. : Bey vornehmer Leichbegängnis Des ... Herrn Eberhard von Anderten/ vornehmen Patricii und wolverdienten Groß-Kämmerers der Stadt Hannover/ Als derselbe am 7. Tage Monats Ianuarii dieses 1672. Jahrs im Herrn entschlaffen/ und folgends am 23. Tage selbigen Monats ... zu seiner Ruhe-Kammer in der Kirchen zu SS. Jacob und Georgen begleitet ward, Hannover: Grimm, 1672; Digitalisat
- Christliche Leichpredigt Uber die Worte Davids/ Psalm. CXVI. vers. 7. ad 15. Sey nu wieder zu frieden/ etc. : Bey angestelleter Sepultur Der ... Frawen/ Elisabeth Hünerkochs/ Des ... Herrn Johann Kleinen/ Vornehmen Kauff- und Handelsmans in Hannover ... Haußfrawen/ Da dieselbe ... am 12. Tage Monats Ianuarii dieses 1672. Jahrs auff dem Kirchhofe zu SS. Jacob und Georgen ... zu ihrem Ruhekämmerlein begleitet ward/ gehalten und zum Druck übergeben, Hannover: Grimm, 1672, Digitalisat